# Novelty (muziek)
Novelty (letterlijk: nieuwigheid) is een overkoepelende term voor amusementsmuziek waarbij de nadruk ligt op humor en merkwaardigheid. Een noveltylied onderscheidt zich door middel van een opvallende instrumentatie, zangstijl of onderwerp, of speelt in op een eigentijdse trend. Veelal betreft het een parodie op een niet-humoristisch succesnummer.

## Geschiedenis
De novelty ontstond al vroeg na de uitvinding van de wasrol en kwam in zwang na de Tweede Wereldoorlog. De eerste grote novelty-muzikant was de Amerikaanse muzikant Spike Jones, die in de jaren 40 beroemd werd om zijn satirische vertolkingen van populaire liederen.
In de popgeschiedenis is de artistieke nalatenschap van de novelty beperkt gebleven, maar in het verleden hebben novelty's voor het grote publiek gediend als een versimpelde, komische introductie aan nieuwe muziekstijlen. Voorbeelden zijn My Boy Lollipop van Millie Small (ska, 1964), Disco Duck van Rick Dees (disco, 1976) en Rapper’s Delight van The Sugarhill Gang (hiphop, 1979).
Noveltyhits worden meestal gescoord door eendagsvliegen, al bouwen sommige artiesten er een complete carrière mee op. De mediafranchise rondom Alvin and the Chipmunks vindt zijn oorsprong bij een noveltyhit uit 1958, The Chipmunk Song (Christmas Don't Be Late). Een later voorbeeld van een succesvolle novelty-artiest is "Weird Al" Yankovic. Een voorbeeld uit Vlaanderen is De Strangers, die onder andere in 1974 een hit hadden met het schertsende Schele Vanderlinden, een bewerking van Dalida's “Gigi L’ Amoroso”.

## In Nederland
Ook Nederland kent talrijke voorbeelden van Nederlandstalige noveltyhits, zowel op Nederlandstalige liederen als op nummers uit andere talen. In 1956 had Toby Rix een hit met het nummer Malle vent ja, naar de hit Malagueña, in Nederland vooral bekend van de versie van Trio Los Paraguayos. Andere succesnummers van Toby Rix waren Tante Greet ik ken d'r (1957), naar The Great Pretender van The Platters, en Hand in hand (1964), een parodie op I Want to Hold Your Hand van The Beatles. De zangeres Angelique scoorde in 1982 onverwacht een nummer 1-hit met de parodie Een beetje geld voor een beetje liefde op de hit Ein bißchen Frieden van Nicole.